# Біохімік-Мордовія
Футбольний клуб «Біохі́мік-Мордо́вія» (рос. Футбольный клуб «Биохи́мик-Мордо́вия») — російський футбольний клуб з Саранська. Заснований 1994 року, припинив існування в березні 2005. В останньому сезоні виступав у зоні «Центр» Другого дивізіону ПФЛ.

## Основна інформація
Клуб «Біохімік-Мордовія» було засновано в грудні 2004 року на базі ВАТ «Біохімік», що спеціалізувалося на виготовлені медичних препаратів. 1995 року команда посіла друге місце в зоні «Надволжя» першості Росії серед колективів фізкультури. Того ж року клуб очолив відомий саранський тренер Ігор Шинкаренко. Протягом двох сезонів колектив змагався у 5-ій групі третьої російської ліги, посідаючи місця в середині турнірної таблиці
З 1998 року і аж до кінця свого існування «Біохімік-Мордовія» брав участь у змаганнях другого дивізіону чемпіонату Росії (до 2003 року — в зоні «Надволжя», протягом 2003—2004 років — в зоні «Центр»). Під керівництвом Шинкаренка команда відіграла п'ять сезонів, після чого він обійняв посаду генерального директора клуба, а головним тренером став Ігор Беланович. Щоправда, вже за рік його змінив Володимир Бібіков, під орудою якого «Біохімік-Мордовія» досягнув найкращого результату в історії, посівши 5-те місце в своїй зоні.
На початку 2005 року команду було реорганізовано у футбольний клуб «Мордовія», що розпочав виступи з другого дивізіону чемпіонату Росії. Втім, надалі «Мордовія» почала позиціонувати себе як правонаступниця клубу «Лісма-Мордовія», що мав багатшу історію та вилетів з першого дивізіону за підсумками 2004 року.

## Статистика виступів
| Чемпіонат | Чемпіонат                    | Чемпіонат        | Кубок       | Кубок        | Тренер            |
| Сезон     | Ліга                         | Місце            | Сезон       | Раунд        | Тренер            |
| --------- | ---------------------------- | ---------------- | ----------- | ------------ | ----------------- |
| 1995      | КФК (зона «Надволжя»)        | 2 з 13           | Немає даних | Немає даних  | Ігор Шинкаренко   |
| 1996      | Третя ліга (5-та зона)       | 7 з 16           | Немає даних | Немає даних  | Ігор Шинкаренко   |
| 1997      | Третя ліга (5-та зона)       | 7 з 18           | Немає даних | Немає даних  | Ігор Шинкаренко   |
| 1998      | Друга ліга (зона «Надволжя») | 8 з 20           | 1997/98     | 1/256 фіналу | Ігор Шинкаренко   |
| 1999      | Друга ліга (зона «Надволжя») | 8 з 18           | 1998/99     | 1/64 фіналу  | Ігор Шинкаренко   |
| 2000      | Друга ліга (зона «Надволжя») | 12 з 18          | 1999/00     | 1/128 фіналу | Ігор Шинкаренко   |
| 2001      | Друга ліга (зона «Надволжя») | 10 з 18          | 2000/01     | 1/256 фіналу | Ігор Беланович    |
| 2002      | Друга ліга (зона «Надволжя») | 5 з 16           | 2001/02     | 1/256 фіналу | Володимир Бібіков |
| 2003      | Друга ліга (зона «Центр»)    | 18 з 19          | 2002/03     | 1/256 фіналу | Володимир Бібіков |
| 2004      | Друга ліга (зона «Центр»)    | 7 з 17           | 2003/04     | 1/512 фіналу | Валерій Богданов  |
| 2005      | Клуб ліквідовано             | Клуб ліквідовано | 2004/05     | 1/32 фіналу  | Валерій Богданов  |

## Відомі футболісти
- Олександр Плотников
- Володимир Рокунов
- Олексій Федюнін
- Андрій Сафронов
- Віктор Треньов
- Наїль Хабібуллін
- Андрій Саричев
- Денис Кукушкін
- Сергій Першин
- Сергій Ільїн